# Anna Maria Navarro
Anna Maria Navarro (Barcelona, 1936) és una exjugadora de tennis de taula catalana.
Es formà al Club Oasis i posteriorment competí amb el Club de 7 a 9 i a el Club Ariel. Es proclamà campiona de Catalunya de dobles mixtos (1959) i, després de la dissolució de la competició, aconseguí deu títols de campiona de Barcelona, tres d'individual (1968, 1969, 1970), tres de dobles (1967, 1969, fent parella amb Irene Nuño, 1970, amb Maria Rosa Riumbau), dos de dobles mixtos (1965, 1967, fent parella amb Jordi Palés) i dos per equips (1966, 1967) amb el Club de 7 a 9. A nivell estatal, guanyà sis Campionats d'Espanya, un d'individual (1962), dos de dobles (1962, 1963), dos de dobles mixtos (1962, 1967, fent parella amb Jordi Palés) i un per equips (1962) amb el Club de 7 a 9. Juntament amb Nacha Hospital i Alicia Guri, fou una de les primeres palistes que competí amb el combinat estatal en una competició internacional. Participà al Campionat del Món de 1959 i al d'Europa de 1966.